# Lê Vân (tướng công an)
Lê Vân là Thiếu tướng Công an nhân dân Việt Nam. Ông nguyên là Phó Cục trưởng Cục An ninh chính trị nội bộ, Bộ Công an Việt Nam.

## Sự nghiệp
Từ tháng 12 năm 2011 đến tháng 5 năm 2015, Lê Vân là Đại tá, Phó Cục trưởng Cục An ninh Chính trị nội bộ (Cục A83), Tổng cục An ninh 2, Bộ Công an.
Tháng 8 năm 2014, Đại tá Lê Vân, Phó Cục trưởng Cục An ninh Chính trị nội bộ, Tổng cục An ninh 2, Bộ Công an Việt Nam được Bộ trưởng Bộ Y tế Việt Nam tặng kỷ niệm chương "Vì sức khỏe nhân dân".
Tháng 12 năm 2016, Lê Vân là Đại tá, Cục trưởng Cục An ninh Văn hóa, thông tin và truyền thông, Tổng cục An ninh, Bộ Công an.
Từ tháng 8 năm 2017 đến tháng 7 năm 2018, Lê Vân là Thiếu tướng, Cục trưởng Cục An ninh chính trị nội bộ (A83), Tổng cục An ninh, Bộ Công an.
Từ tháng 5 năm 2019 đến tháng 1 năm 2020, Lê Vân là Thiếu tướng, Phó Cục trưởng Cục An ninh chính trị nội bộ, Bộ Công an Việt Nam.
Hiện ông đang công tác tại Ban nghiên cứu chuyên đề giúp việc Bộ trưởng Bộ Công ani.

## Lịch sử thụ phong quân hàm
- Đại tá
- Thiếu tướng (2017)